# Seirijai
Seirijai  est un village de l'Apskritis d'Alytus au sud de la Lituanie. En 2001, la population est de 933 habitants.

## Histoire
Après la défaite de l'Ordre Teutonique dans la Bataille de Grunwald et la Paix du lac de Melno (1422), le territoire est devenu peuplé et a vu la croissance économique. Depuis le XVIe siècle Serijai a été connu comme un territoire privé du souverain. Le roi de Pologne et Le Grand Duc de Lituanie Sigismond I a offert Seirijai à Jurgis Radvila et plus tard il est devenu propriété de la famille Radvila.
Le 11 septembre 1941, 953 juifs de la ville sont assassinés dans la forêt voisine de Baraučiškės. 229 hommes, 384 femmes et 340 enfants. L'exécution de masse est perpétrée par un einsatzgruppen d'allemands et de nationalistes lituaniens de la ville.

## Étymologie
Le toponyme Seirijai provient du lac Seirijis, qui à son tour obtient son nom de rivière Seira. Parmi les noms dérivatifs dans d'autres langues on peut mentionner: polonais: Sereje, allemand : Serrey, anglais - parfois "Serey".